# Jassel Pérez
Jassel Pérez (San Cristóbal, 12 de septiembre de 2001) es un jugador de baloncesto dominicano que actualmente pertenece a los Titanes del Sur de la Liga Nacional de Baloncesto. Mide 1,90 metros (6 pies y 3 pulgadas) y juega en la posición de Escolta.
También participa con la selección nacional de la República Dominicana en las competiciones internacionales.

## Trayectoria deportiva

### Profesional
El 6 de noviembre de 2022, debutó con los Capitanes de la Ciudad de México en la victoria contra los Rio Grande Valley Vipers, 120 por 84. En la temporada regular con los Capitanes, disputó 22 encuentros promediando 6.1 puntos y 2.2 rebotes por partido.

### Selección nacional
Pérez fue miembro de la selección de baloncesto de la República Dominicana que participó en el AmeriCup de 2022.
Al año siguiente, Pérez participó en los Juegos Panamericanos de 2023, donde promedió 12.8 puntos y 4.3 rebotes en 4 partidos.